# Luis Barbat
Luis Barbat (Montevideo, Uruguay; 17 de junio de 1968) es un exfutbolista y entrenador uruguayo que jugaba como portero, tuvo una destacada trayectoria sobre todo en Colombia. Actualmente dirige al Deportivo Italiano de la Tercera División de Uruguay.

## Legado deportivo
Su hijo es Luis Francisco Barbat Cendoya, jugador nacido en Colombia y que actualmente milita para el Huracán FC de Uruguay.

## Trayectoria
Inició su carrera deportiva en el Progreso de Montevideo y ha integrado nóminas de algunos de los más importantes equipos de Sudamérica, como lo son Estudiantes de la Plata, Colo-Colo,  América de Cali gran ídolo y figura en este último equipo donde fue protagonista del último tricampeón colombiano (2000,2001,2002 Apertura) relevando al banco de suplentes a grandes arqueros como Róbinson Zapata o Julián Viáfara  y de campañas en Copa Libertadores, en Colombia fue figura indiscutible de otros equipos tradicionales como Independiente Medellín y Deportes Tolima; su último equipo en Colombia fue Atlético Bucaramanga y el de su retiro Juventud de Las Piedras en 2009, uno de sus grandes talentos consistía en atajar penales.
Tras su retiro se dedicó a la dirección técnica siendo entrenador de arqueros de Uruguay Sub-17 y  Liverpool F.C..

## Selección nacional
Fue internacional con la Selección Uruguaya en 14 ocasiones, con un mayor número de convocatorias para las Eliminatorias Japón y Corea 2002 y la Copa América 2004.

## Clubes

### Como jugador
| Club                    | País      | Año       |
| ----------------------- | --------- | --------- |
| Progreso                | Uruguay   | 1985      |
| Estudiantes de La Plata | Argentina | 1986-1988 |
| Liverpool               | Uruguay   | 1989-1992 |
| Independiente Medellín  | Colombia  | 1993-1994 |
| Colo-Colo               | Chile     | 1995      |
| Tolima                  | Colombia  | 1996-1999 |
| América de Cali         | Colombia  | 2000-2002 |
| Danubio                 | Uruguay   | 2003-2005 |
| Central Español         | Uruguay   | 2006      |
| Bucaramanga             | Colombia  | 2007      |
| Boston River            | Uruguay   | 2008      |
| Juventud                | Uruguay   | 2008-2009 |
| Progreso                | Uruguay   | 2009      |

### Como asistente técnico
| Club                                     | País    | Año       |
| ---------------------------------------- | ------- | --------- |
| Selección Uruguay (todas las categorías) | Uruguay | 2010-2011 |
| Liverpool                                | Uruguay | 2011-2012 |
| Progreso                                 | Uruguay | 2014-2015 |
| Racing                                   | Uruguay | 2017-2018 |

### Como entrenador
| Club               | País    | Año  |
| ------------------ | ------- | ---- |
| Deportivo Italiano | Uruguay | 2024 |

## Estadísticas como jugador
| Club                              | Temporada | Liga | Liga  | Copas Internacionales | Copas Internacionales | Total | Total |
| Club                              | Temporada | PJ.  | Goles | PJ.                   | Goles                 | PJ.   | Goles |
| --------------------------------- | --------- | ---- | ----- | --------------------- | --------------------- | ----- | ----- |
| Independiente Medellín · Colombia | 1993-94   | 97   | 1     | 10                    | 0                     | 107   | 1     |
| Deportes Tolima · Colombia        | 1996-99   | 144  | 2     | -                     | -                     | 144   | 2     |
| América de Cali · Colombia        | 2000-02   | 122  | 0     | 25                    | 0                     | 147   | 0     |
| Atlético Bucaramanga · Colombia   | 2007      | 28   | 0     | -                     | -                     | 28    | 0     |

### Goles anotados
| #       | Año  | Torneo           | Club                   | Res. | Equipo Adv     | Modo     | Arquero Rival   |
| ------- | ---- | ---------------- | ---------------------- | ---- | -------------- | -------- | --------------- |
| 1.      | 1994 | Primera División | Independiente Medellín | 1-0  | Millonarios    | Penal    | Eddy Villarraga |
| 2. y 3. | 1997 | Primera División | Deportes Tolima        | 2-0  | Deportivo Cali | Penaltis | Miguel Calero   |

## Palmarés

### Campeonatos nacionales
| Título                | Club            | País     | Año  |
| --------------------- | --------------- | -------- | ---- |
| Torneo Competencia    | Progreso        | Uruguay  | 1985 |
| Primera División      | América de Cali | Colombia | 2000 |
| Primera División      | América de Cali | Colombia | 2001 |
| Torneo Apertura       | América de Cali | Colombia | 2002 |
| Torneo Clasificatorio | Danubio         | Uruguay  | 2004 |
| Torneo Clausura       | Danubio         | Uruguay  | 2004 |
| Campeonato Uruguayo   | Danubio         | Uruguay  | 2004 |